# فریاسا
آلبینو فریاسا کاردوسو (پرتغالی: Friaça; ۲۰ اکتبر ۱۹۲۴ – ۱۲ ژانویهٔ ۲۰۰۹) بازیکن فوتبال اهل برزیل بود.
از باشگاه‌هایی که در آن بازی کرده‌است می‌توان به باشگاه فوتبال پونته پرتا، باشگاه ورزشی واسکو دوگاما، باشگاه فوتبال سائو پائولو، و باشگاه فوتبال گوارانی اشاره کرد.
وی همچنین در تیم ملی فوتبال برزیل بازی کرده‌است.